# Normandy Park (Washington)
Normandy Park es una ciudad ubicada en el condado de King en el estado estadounidense de Washington. En el año 2000 tenía una población de 6.392 habitantes y una densidad poblacional de 1.002,8 personas por km².

## Geografía
Normandy Park se encuentra ubicada en las coordenadas 47°26′14″N 122°20′36″O / 47.43722, -122.34333.

## Demografía
Según la Oficina del Censo en 2000 los ingresos medios por hogar en la localidad eran de $70.367, y los ingresos medios por familia eran $78.102. Los hombres tenían unos ingresos medios de $54.500 frente a los $40.018 para las mujeres. La renta per cápita para la localidad era de $33.845. Alrededor del 4,0% de la población estaban por debajo del umbral de pobreza.